# Carolina González
Carolina Patricia González Urrutia ist eine ehemalige chilenische Fußballschiedsrichterin.
Bei der U-20-Weltmeisterschaft 2008 in Chile sowie beim Algarve-Cup 2010 leitete González jeweils eine Partie in der Gruppenphase. Bei der Südamerikameisterschaft 2010 in Ecuador pfiff sie zwei Gruppenspiele.